# موريس فنسنت
موريس فنسنت (بالفرنسية: Maurice Vincent)‏ (و. 1955  م) هو اقتصادي، وسياسي فرنسي، ولد في سانت إتيان، هو عضوٌ في الحزب الاشتراكي (حتى 2017)، وهو عضوٌ في الجمهورية إلى الأمام! (منذ 2017).

## مناصب
تولى منصب عضو مجلس الشيوخ الفرنسي (منذ 1 أكتوبر 2011)
- Mayor of Saint-Étienne ‏ (21 مارس 2008–4 أبريل 2014)
- عضو مجلس جهوي

.

## التعليم
تعلم في جامعه جان مونيه
.